# 津村 (小惑星)
津村（つむら、7443 Tsumura）は、小惑星帯に位置する小惑星。
1996年1月、群馬県大泉町のアマチュア天文家、小林隆男が発見した。

## 名称
和歌山市立こども科学館の天文教育者・天文家である津村光則（つむら・みつのり、1955年生まれ）に因み、2003年5月の小惑星回報で命名が公表された。
津村は、おもに彗星の観測者として知られている。命名文では、1973年から2002年9月までに7117回の観測を行ったことが紹介されている。

## 註
1. 1 2  MPC 48388（2003年5月1日）
2. ↑  Mitsunori Tsumura's Web Page